# Гуйганов Матвій Олександрович
Матвій Олександрович Гуйганов (нар. 28 липня 1994, Севастополь, Україна) — український та російський футболіст, захисник клубу «Вест Арменія».

## Життєпис
Син колишнього футболіста й тренера Олександра Гуйганова. Розпочинав займатися футболом в Севастополі, потім — в академії донецького «Шахтаря», юнацьких командах донецького «Металурга» та харківського «Металіста».
У 2010 році повернувся в Севастополь й почав виступати за другу команду місцевого клубу — в аматорській першості, в другій лізі України (2011—2013, 37 матчів і 3 голи) і в першості дублерів вищої ліги (2013—2014, 24 матчі та 3 голи).
Влітку 2014 року було на перегляді в раменському «Сатурні», але в підсумку перейшов у «Мордовію», яка виступала в прем'єр-лізі Росії. У клубі з Саранська виступав виключно за молодіжний склад, провів 21 матч та відзначився 2 голами в молодіжній першості.
З 2015 року виступав у чемпіонаті Криму за т. зв. «СКЧФ», пізніше перейменований у «Севастополь». Віце-чемпіон та фіналіст Кубка Криму сезону 2015/16. У розіграші Кубка Криму 2015/16 визнаний найкращим захисником. Пізніше грав за клуб «ТСК-Таврія».
Влітку 2017 року перейшов у вірменський «Бананц». Дебютний матч у чемпіонаті Вірменії зіграв 6 серпня 2017 року проти «Пюніка», а першим голом відзначився 18 серпня 2017 року у воротах «Алашкерта». Всього за сезон зіграв 20 матчів, забив 2 голи і став зі своїм клубом володарем срібних медалей чемпіонату. Влітку 2018 року планувався його перехід у кримський «Кизилташ», проте в підсумку футболіст провів наступні півроку в «Севастополі».
Навесні 2019 року знову грав у Вірменії, цього разу у складі аутсайдера чемпіонату єреванського «Арарату», провів 13 матчів.
Влітку 2019 року перейшов у литовську «Палангу». Дебютував у новій команді в програному (0:1) виїзному поєдинку 18-го туру А-Ліги проти «Рітеряйя». Загалом зіграв за команду 9 ігор у чемпіонаті.
На початку 2020 року перейшов у молдавську «Сперанцу». У серпні 2020 року Футбольна федерація Молдови відсторонила Гугайнова за участь у договірних матчах на один рік, але тим не менш, футболіст продовжував грати, оскільки була подана апеляція на дане рішення.
У січні 2021 року підписав річний контракт із самаркандським «Динамо». Проте вже через місяць покинув команду з Узбекистану і повернувся до «Севастополя» як вільний агент. Спочатку грав з командою у чемпіонаті тимчасово окупованого Криму, а з літа 2023 року стартував з командою у Другій лізі чемпіонаті Росії. На початку 2024 року покинув команду.